# GLONASS
GLONASS (acrónimo en ruso: ГЛОНАСС, ГЛОба́льная НАвигацио́нная Спу́тниковая Систе́ма tr.: Global'naya Navigatsionnaya Sputnikovaya Sistema) es un Sistema Global de Navegación por Satélite (GNSS) desarrollado por la Unión Soviética, siendo hoy administrado por la Federación de Rusia y que constituye el homólogo del GPS estadounidense y del Galileo europeo.
Consta de una constelación de 31 satélites (24 activos, 3 satélites de repuesto, 2 en mantenimiento, uno en servicio y otro en pruebas) situados en tres planos orbitales con 8 satélites cada uno y siguiendo una órbita inclinada de 64.8° de inclinación con un radio de 25 510 km.
La constelación de GLONASS se mueve en órbita alrededor de la Tierra con una altitud de 19.100 km (diecinueve mil cien kilómetros) algo más bajo que el GPS (20.200 km) y tarda aproximadamente 11 horas y 15 minutos en completar una órbita.
El sistema está a cargo del Ministerio de Defensa de la Federación de Rusia y los satélites se han lanzado desde Baikonur, en Kazajistán.

## Historia

Comparación de los sistemas GPS, GLONASS, Galileo y Compass (órbita terrestre media) órbitas satelitales del sistema de navegación con la Estación Espacial Internacional, el Telescopio Espacial Hubble y las órbitas de la constelación Iridium, órbita terrestre geoestacionaria, y el tamaño nominal de la Tierra. La órbita de la Luna es 9.1 veces más grande (en la radio y la longitud) que la órbita geoestacionaria

Los tres primeros satélites fueron colocados en órbita en octubre de 1982. El sistema fue pensado para ser funcional en el año 1991, pero la constelación no fue terminada hasta diciembre de 1995 y comenzó a ser operativo el 18 de enero de 1996. Ese mismo año la ya Federación Rusa ofreció el canal de exactitud normalizada (CSA) del GLONASS para apoyar las necesidades de la Organización de Aviación Civil Internacional OACI, y esta aceptó el ofrecimiento.
GLONASS utilizó inicialmente el sistema geodésico ruso PZ-90 que era sensiblemente diferente del sistema WGS 84; y como los parámetros de transformación entre los dos sistemas de referencia no se conocían con precisión, era necesario prestar atención a los sistemas a los que se referían los datos recibidos. En septiembre de 2007, el sistema fue adaptado y actualizado. Llamado PZ-90.02, está de acuerdo con el sistema ITRF2000, que se ajusta como WGS 84.
La situación económica de Rusia en los años 90 supuso que en abril de 2002 solo 8 satélites estuvieran completamente operativos.
En 2004, 11 satélites se encontraban en pleno funcionamiento. A finales de 2007 son 19 los satélites operativos. Son necesarios 18 satélites para dar servicio a todo el territorio ruso y 24 para poder estar disponible el sistema en todo el mundo.
En 2007, Rusia anuncia que a partir de ese año se eliminan todas las restricciones de precisión en el uso de GLONASS, permitiendo así un uso comercial ilimitado. Hasta entonces las restricciones de precisión para usos civiles eran de 30 metros.
La aparición en el mercado de receptores que permiten recibir señales pertenecientes a los dos sistemas GLONASS y GPS (con sistemas de referencia diferentes) hace interesantes las posibilidades de GLONASS en la medición como apoyo al GPS estadounidense.

## Evolución del sistema GLONASS
En agosto de 2001, el gobierno de la Federación de Rusia adoptó un programa especial federal a largo plazo por 10 años. Los principales objetivos del programa son: 
- Restablecer el segmento orbital del sistema GLONASS a 24 satélites para el período 2007-2008;

- Modernizar los satélites de navegación, comenzando con la segunda generación de satélites (GLONASS-M) que tienen más prestaciones y una vida útil que se ha elevado a siete años. Se incorpora en estos satélites la señal L2 en 2005.

- Después de 2007 (se prevé completar la constelación en 2012), remplazar gradualmente los satélites con los de la tercera generación (GLONASS-K) que, junto con unas mejores prestaciones y una vida útil de 10 a 12 años, tendrán la posibilidad de emitir la señal de navegación en la frecuencia L3 (además de L1 y L2) por la banda de radionavegación aeronáutica.[3]

- Proveer al GLONASS con capacidades de Búsqueda y Salvamento (SAR) a partir de GLONASS-Km de manera similar al sistema COSPAS–SARSAT.

Los satélites de segunda generación GLONASS-M, además incorporar la nueva señal civil L2 (mejorando con esto la exactitud y fiabilidad de la navegación y mejora la inmunidad frente a interferencias en el receptor para uso civil), posee radioenlaces entre satélites para realizar el control en línea de la integridad del sistema y aumentar la duración de la operación autónoma de la constelación de satélites sin pérdida de la exactitud de navegación.
Los satélites de tercera generación GLONASS-K tendrán parámetros de tamaño y masa considerablemente mejores. Su peso no excederá de 700 kg, lo que permitirá lanzar estos satélites empleando el cohete de lanzamiento Protón con seis satélites en un solo lanzamiento; a su vez, esto permitirá restablecer el segmento orbital en un corto período y el cohete de lanzamiento Soyuz, con dos satélites en un lanzamiento, permitirá mantener el segmento orbital en el futuro. Estas capacidades permitirán reducir varias veces los costos de despliegue y mantenimiento del segmento orbital del sistema GLONASS.
El programa prevé también realizar tareas de investigación científica y de diseño experimental para el desarrollo de la nueva generación de satélites, a fin de modernizar el complejo de control de tierra del sistema GLONASS y para iniciar la producción de equipo de usuario, aumentaciones y un sistema de vigilancia del estado del segmento orbital. 
El uso del sistema GLONASS con otros GNSS permitirá aumentar considerablemente las prestaciones de los Sistemas de Navegación por Satélite: la precisión, el acceso, la integridad y continuidad de los servicios de navegación para los usuarios de la aviación.
El 30 de marzo de 2013, el estado de la constelación de GLONASS era:
| Total de satélites en constelación | 29 SC |
| Operacionales                      | 24 SC |
| En mantenimiento                   | 1 SC  |
| En reserva                         | 3 SC  |
| En test                            | 1 SC  |